# Espín

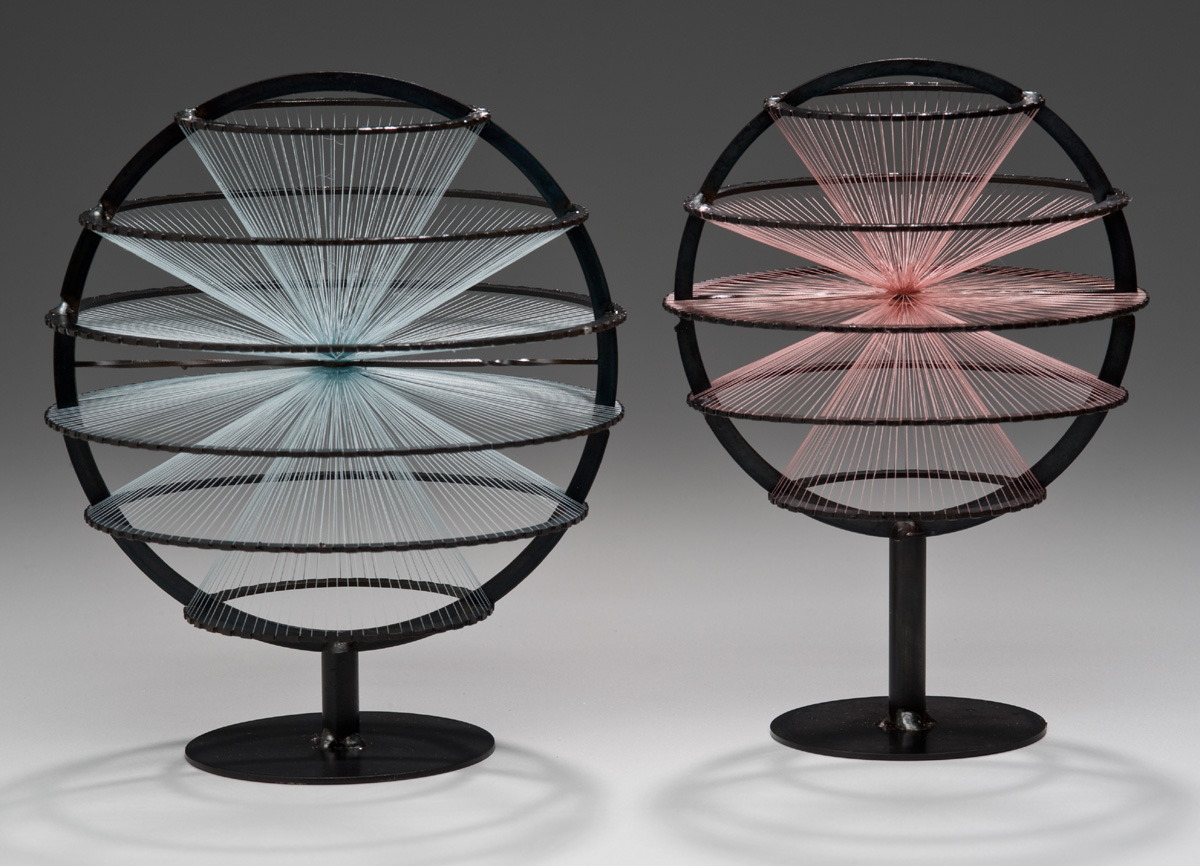
Representación artística de dos objetos, con espín 5/2 y 2, respectivamente.

El espín (del inglés spin 'giro, girar'), también spin, es una propiedad física de las partículas elementales por la cual tienen un momento angular intrínseco de valor fijo. El espín fue introducido en 1925 por Ralph Kronig e, independientemente, por George Uhlenbeck y Samuel Goudsmit. La otra propiedad intrínseca de las partículas elementales es la carga eléctrica.

## Introducción
Si bien la teoría cuántica de la época no podía explicar algunas propiedades de los espectros atómicos, los físicos Goudsmit y Uhlenbeck descubrieron que, añadiendo un número cuántico adicional —el «número cuántico de espín»—, se lograba dar una explicación más completa de los espectros atómicos. La primera evidencia experimental de la existencia del espín se produjo con el experimento realizado en 1922 por Otto Stern y Walther Gerlach, aunque su interpretación no llegara sino hasta 1927. Pronto, el concepto de espín se amplió a todas las partículas subatómicas, incluidos los protones, los neutrones y las antipartículas.
El espín proporciona una medida del momento angular intrínseco de toda partícula. En contraste con la mecánica clásica, donde el momento angular se asocia a la rotación de un objeto extenso, el espín es un fenómeno exclusivamente cuántico, que no se puede relacionar de forma directa con una rotación en el espacio. La intuición de que el espín corresponde al momento angular debido a la rotación de la partícula en torno a su propio eje solo debe tenerse como una imagen mental útil, puesto que, tal como se deduce de la teoría cuántica relativista, el espín no tiene una representación en términos de coordenadas espaciales, de modo que no se puede referir ningún tipo de movimiento. Eso implica que cualquier observador al hacer una medida del momento angular detectará inevitablemente que la partícula posee un momento angular intrínseco total, difiriendo observadores diferentes solo sobre la dirección de dicho momento, y no sobre su valor (este último hecho no tiene análogo en mecánica clásica).
Existe una relación directa entre el espín de una partícula y la estadística que obedece en un sistema colectivo de muchas de ellas. Esta relación, conocida empíricamente, es demostrable en teoría cuántica de campos relativista.

## Propiedades del espín

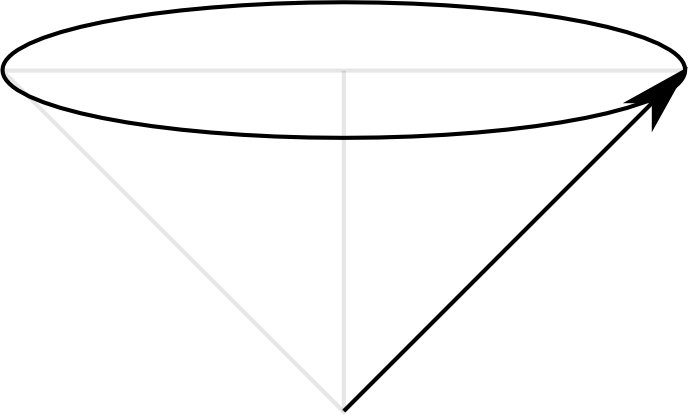
Representación del espín electrónico, donde se aprecia que la magnitud total del espín es muy diferente a su proyección sobre el eje z. La proyección sobre los ejes "x" e "y" está indeterminada; una imagen clásica que resulta evocadora es la precesión de un trompo o peonza.

Como propiedad mecanocuántica, el espín presenta una serie de cualidades que lo distinguen del momento angular clásico:
- El valor de espín está cuantizado, por tanto no se pueden encontrar partículas con espín de cualquier valor.
- El espín de una partícula siempre es un múltiplo entero de {\displaystyle \hbar /2} (donde {\displaystyle \hbar } es igual a h la constante de Planck dividida entre {\displaystyle 2\pi }, también llamada constante reducida de Planck). Esto está relacionado con las diferentes representaciones irreductibles del grupo de rotaciones SO(3), cada una de ellas caracterizada por un número entero m.
- Cuando se mide el espín en diferentes direcciones, solo se obtienen una serie de valores posibles, que son sus posibles proyecciones sobre esa dirección. Por ejemplo, la proyección del momento angular de espín de un electrón, si se mide en una dirección particular dada por un campo magnético externo, puede resultar únicamente en los valores {\displaystyle \hbar /2} o bien {\displaystyle -\hbar /2}.
- Además, la magnitud total del espín es única para cada tipo de partícula elemental. Para los electrones, los protones y los neutrones, esta magnitud es, en unidades de {\displaystyle \hbar \cdot {\sqrt {s(s+1)}}} , siendo {\displaystyle s=1/2\,}. Esto contrasta con el caso clásico donde el momento angular de un cuerpo alrededor de su eje puede asumir diferentes valores según la rotación sea más o menos rápida.

## Teorema espín-estadística
Otra propiedad fundamental de las partículas cuánticas es que parecen existir solo dos tipos llamados fermiones y bosones, los primeros obedecen la estadística de Fermi-Dirac y los segundos la estadística de Bose-Einstein. Eso implica que los agregados de fermiones idénticos están descritos por funciones de onda totalmente antisimétricas mientras que los bosones idénticos vienen descritos por funciones de onda totalmente simétricas. Curiosamente existe una conexión entre el tipo de estadística que obedecen las partículas y su espín. Los fermiones tienen espines semienteros y los bosones enteros:

{\displaystyle s_{\rm {fermion}}=\left(n+{\frac {1}{2}}\right)\hbar \qquad s_{\rm {boson}}=m\hbar }

Donde n y m son números enteros no negativos (números naturales) que dependen del tipo de partículas. Los electrones, neutrones y protones son fermiones de espín {\displaystyle \hbar /2} mientras que los fotones tienen espín {\displaystyle \hbar }. Algunas partículas exóticas como el pion o el bosón de Higgs tienen espín nulo. Los principios de la mecánica cuántica indican que los valores del espín se limitan a múltiplos enteros o semienteros de {\displaystyle \hbar }.

## Tratamiento matemático del espín
En mecánica cuántica el espín (de una partícula de espín s) se representa como un operador sobre un espacio de Hilbert de dimensión finita de dimensión 2s+1. Este operador vectorial viene dado por:

{\displaystyle \left(\sigma _{x}{\hat {x}}+\sigma _{y}{\hat {y}}+\sigma _{z}{\hat {z}}\right)}

siendo {\displaystyle \sigma _{i}} las matrices de Pauli (o alguna otra base que genere el álgebra de Lie su(2)).
El proceso de medición del espín mediante el operador {\displaystyle S} se hace de la forma,

{\displaystyle S|\phi \rangle =\left(S_{x},S_{y},S_{z}\right)|\phi \rangle }

donde los operadores vienen dados por las matrices de Pauli. Estas se escriben en función de la base común proporcionada por los autovectores de {\displaystyle S_{z}}.
La base en {\displaystyle {\tilde {z}}} se define para una partícula (el caso más sencillo {\displaystyle s=1/2}) que tiene el espín con proyección en la dirección z (en coordenadas cartesianas) hay dos autoestados de S. Se asignan vectores a los espines como sigue:

{\displaystyle |{\uparrow }\rangle =\left\vert {m=+{\frac {1}{2}}}\right\rangle ={\begin{bmatrix}1\\0\end{bmatrix}}}
{\displaystyle |{\downarrow }\rangle =\left\vert {m=-{\frac {1}{2}}}\right\rangle ={\begin{bmatrix}0\\1\end{bmatrix}}}

entonces el operador correspondiente en dicha representación será

{\displaystyle S_{z}={\frac {\hbar }{2}}\sigma _{z}={\frac {\hbar }{2}}{\begin{pmatrix}1&0\\0&-1\end{pmatrix}}}

Para partículas de espín superior la forma concreta de las matrices cambia. Así para partículas de espín s las matrices que representan matemáticamente el espín son matrices cuadradas de 2s+1 x 2s+1.

## Espín y momento magnético
Las partículas con espín presentan un momento magnético, recordando a un cuerpo cargado eléctricamente en rotación (de ahí el origen del término: spin, en inglés, significa "girar"). La analogía se pierde al ver que el momento magnético de espín existe para partículas sin carga, como el fotón. El ferromagnetismo surge del alineamiento de los espines (y, ocasionalmente, de los momentos magnéticos orbitales) en un sólido.

## Relación con la rotación clásica
Los primeros modelos del espín del electrón imaginaban una masa cargada en rotación, pero este modelo falla cuando se examina en detalle: la distribución espacial requerida no coincide con los límites del radio del electrón: la velocidad de rotación requerida supera la velocidad de la luz. En el Modelo estándar, las partículas fundamentales se consideran todas "puntuales": tienen sus efectos a través del campo que las rodea. Cualquier modelo para el espín basado en la rotación de la masa tendría que ser coherente con ese modelo.
El análogo clásico del espín cuántico es una circulación de energía o densidad de momento en el campo ondulatorio de la partícula: "el espín es esencialmente una propiedad ondulatoria". Este mismo concepto de espín puede aplicarse a las ondas gravitatorias en el agua: "el espín se genera por el movimiento circular de sublongitud de onda de las partículas de agua".
El espín del fotón es la descripción cuántico-mecánica de la polarización de la luz, donde espín +1 y espín -1 representan dos direcciones opuestas de polarización circular. Así, la luz de una polarización circular definida consiste en fotones con el mismo espín, ya sea todos +1 o todos -1. El espín también representa la polarización para otros bosones vectoriales.

## Relación con el momento angular orbital
Como su nombre indica, el espín se concibió originalmente como la rotación de una partícula alrededor de algún eje. Históricamente momento angular orbital relacionado con las órbitas de las partículas.: 131  Mientras que los nombres basados en modelos mecánicos han sobrevivido, la explicación física no lo ha hecho. La cuantización altera fundamentalmente el carácter tanto del espín como del momento angular orbital. 
Dado que las partículas elementales son puntuales, su autorrotación no está bien definida. Sin embargo, el espín implica que la fase de la partícula depende del ángulo como {\displaystyle e^{iS\theta }}, para rotación de ángulo θ alrededor del eje paralelo al espín S. Esto es equivalente a la interpretación cuántico-mecánica del  momento como dependencia de fase en la posición, y del momento angular orbital como dependencia de fase en la posición angular.
Para los fermiones, la imagen es menos clara. La velocidad angular es igual por el teorema de Ehrenfest a la derivada del Hamiltoniano a su momento conjugado, que es el operador de momento angular total. J = L' + S. Por tanto, si el Hamiltoniano H depende del espín S, dH/dS es distinto de cero, y el espín causa velocidad angular, y por tanto rotación real, es decir, un cambio en la relación fase-ángulo a lo largo del tiempo. Sin embargo, si esto es válido para el electrón libre es ambiguo, ya que para un electrón, S2 es constante, y por lo tanto es una cuestión de interpretación si el Hamiltoniano incluye tal término. Sin embargo, el espín aparece en la ecuación de Dirac, y por tanto el Hamiltoniano relativista del electrón, tratado como un campo de Dirac, puede interpretarse como que incluye una dependencia en el espín S. Bajo esta interpretación, los electrones libres también se autorrotan, entendiéndose el efecto zitterbewegung como esta rotación.

## Número cuántico
El espín obedece a las leyes matemáticas de  cuantización del momento angular. Las propiedades específicas de los momentos angulares de espín incluyen:
- Los números cuánticos de espín pueden tomar valores  semienteros.
- Aunque la dirección de su espín puede cambiarse, la magnitud del espín de una partícula elemental no puede cambiarse.
- El espín de una partícula cargada está asociado a un  momento de dipolo magnético con un g-factor que difiere de 1. (En el contexto clásico, esto implicaría la  distribuciones internas de carga y masa diferentes para un objeto giratorio.[9])

La definición convencional del número cuántico de espín es s = n2, donde n puede ser cualquier  entero no negativo. Por lo tanto, los valores permitidos de s son 0, 12, 1, 32, 2, etc. El valor de s para una partícula elemental depende sólo del tipo de partícula y no puede ser alterado de ninguna manera conocida (en contraste con la dirección de espín descrita más adelante). El momento angular de espín S de cualquier sistema físico está cuantizado. Los valores permitidos de S son
{\displaystyle S=\hbar \,{\sqrt {s(s+1)}}={\frac {h}{2\pi }}\,{\sqrt {{\frac {n}{2}}{\frac {(n+2)}{2}}}}={\frac {h}{4\pi }}\,{\sqrt {n(n+2)}},}
donde h es la constante de Planck, y {\textstyle \hbar ={\frac {h}{2\pi }}} es la constante reducida de Planck. En cambio, el momento angular orbital sólo puede tomar valores enteros de s; es decir, valores pares de n.

## Aplicaciones a las nuevas tecnologías o a tecnologías futuras

### Magnetorresistencia y láser
Actualmente, la microelectrónica encuentra aplicaciones a ciertas propiedades o efectos derivados de la naturaleza del espín, como es el caso de la magnetorresistencia (MR) o la magnetorresistencia gigante (MRG) que se aprovecha en los discos duros.
Se puede ver el funcionamiento de los láseres como otra aplicación de las propiedades del espín. En el caso de los bosones se puede forzar a un sistema de bosones a posicionarse en el mismo estado cuántico. Este es el principio fundamental del funcionamiento de un láser en el que los fotones, partículas de espín entero, se disponen en el mismo estado cuántico produciendo trenes de onda en fase.

### Espintrónica y computación cuántica
Al uso, presente y futuro, de tecnología que aprovecha propiedades específicas de los espines o que busca la manipulación de espines individuales para ir más allá de las actuales capacidades de la electrónica se la conoce como espintrónica.
También se baraja la posibilidad de aprovechar las propiedades del espín para futuras computadoras cuánticas, en los que el espín de un sistema aislado pueda servir como qubit o bit cuántico. En este sentido, el físico teórico Michio Kaku, en su libro Universos paralelos, explica de modo sencillo y divulgativo cómo los átomos pueden tener orientado su espin hacia arriba, hacia abajo o a un lado, indistintamente. Los bits de ordenador (0 y I) podrían ser reemplazados por qubit (algo entre 0 y I), convirtiendo las computadoras cuánticas en una herramienta mucho más potente. Esto permitiría no solo renovar los fundamentos de la informática sino superar los procesadores actuales basados en el silicio.